# The End of Heartache
The End of Heartache is het derde album van Killswitch Engage, uitgebracht in 2004 door Roadrunner Records. Dit was het eerste album met zanger Howard Jones die daarvoor ook al zong bij Blood Has Been Shed. Ook drummer Tom Gomes verliet de band en werd vervangen door Justin Foley die ook in Blood Has Been Shed speelde.
De band maakte videoclips voor "Rose Of Sharyn" en "The End of Heartache".

## Track listing
1. A Bid Farewell – 3:55
2. Take This Oath – 3:46
3. When Darkness Falls – 3:52
4. Rose of Sharyn – 3:36
5. Inhale – 1:15
6. Breathe Life – 3:18
7. The End of Heartache – 4:58
8. Declaration – 3:01
9. World Ablaze – 4:59
10. And Embers Rise – 1:11
11. Wasted Sacrifice – 4:18
12. Hope Is... – 4:21